# Nkunga
Nkunga ist ein Verwaltungsbezirk (Ward) des Distrikts Rungwe in der tansanischen Region Mbeya. Er grenzt im Norden an den Bezirk Kinyala, im Osten an Kiwira, im Südosten an Iponjola, im Süden an Lupepo und im Westen an den Distrikt Ileje.

## Geografie
Nkunga liegt im Südwesten von Tansania westlich der Distrikthauptstadt Tukuyu in der Mittellandzone des Distrikts. Das Gebiet steigt im Westen auf über 2000 Meter Seehöhe an. Das wichtigste Gewässer ist der Fluss Kiwira. Im Bezirk regnet es jährlich 800 bis 2200 Millimeter.
Die Fläche des Bezirks umfasst 76,9 Quadratkilometer und bei der Volkszählung 2022 lebten hier 12.679 Menschen in 3186 Haushalten.

## Geschichte
Bei der Volkszählung 2002 lebten 14.685 Menschen im Bezirk. Die Einwohnerzahl stieg auf 16.139 im Jahr 2012. Danach wurde der Bezirk Lupepo abgespalten, sodass 2022 nur 12.679 Menschen in Nkunga lebten.

## Gliederung
Der Bezirk besteht aus drei Gemeinden (Mtaa) mit 22 Orten (Kitongoji):
| Nkunga - Nkunga - Ikama - Kitumba - Masugwa - Ibolelo - Lugombo | Isaka - Isaka - Ijungwe - Iloto - Itolika - Kasefuka - Matale | Ibililo - Ibililo - Bulale - Lubati - Mahenge - Nsanga - Ikuti - Lukule - Kabelele - Ibambala - Matweli |

## Wirtschaft und Infrastruktur
- Landwirtschaft: Im Jahr 2015 wurden auf 450 Hektar Kochbananen, auf 260 Hektar Taro, auf 180 Hektar Mais und auf 150 Hektar Bananen angebaut. Die wichtigsten Früchte für den Verkauf waren Kaffee und Tee.[10]
- Bildung: Die Nkunga Secondary School bildet Jugendliche bis zur 4. Stufe aus.[11]
- Gesundheit: Im Bezirk gibt es zwei staatliche Apotheken, je eine in den Orten Nkunga[12] und Ibililo.[13]